# Верас, Джордж
Джордж Джеймс Ве́рас (англ. George James Veras; род. 1950, США) — американский телепродюсер и режиссёр, известный по телешоу «Yanni: Live at the Acropolis» (1994) и «Birth Day Live!» (2003, 2006). Продюсер транслирующейся на телеканале CBS спортивной программы «The NFL Today» (1981—1993), президент по производству и телерадиовещанию спортивного клуба «Кливленд Браунс» (2004—2007), COO и исполнительный продюсер зала славы «Pro Football Hall of Fame» (2016—н. в.), президент и CEO «Pro Football Hall of Fame Enterprises» (2009—н. в.), президент основанной им продюсерской компании «Veras Communications, Inc.» (1994—н. в.). Адъюнкт-профессор Школы менеджмента имени Везерхеда Западного резервного университета Кейза (2011—2014). Номинировался на Дневную премию «Эмми» (2003). Лауреат Почётной медали острова Эллис (2011), а также трёх наград «Человек года» (1994, 1999, 2005) от греческой общины США.
Будучи активным деятелем греческой диаспоры, является членом Американо-греческого прогрессивного просветительского союза (AHEPA), Американо-греческого института (AHI) и Ордена святого апостола Андрея (архонт маестор Вселенского Патриархата).

## Биография
Один из трёх детей в семье греков Джеймса Дж. Вераса (1925—2017) и Гарифалии Крис (были женаты с 1949 года). Отец Джорджа родился в Нью-Йорке (США), был единственным сыном греческих иммигрантов Йоргоса и Аспазии Верас, до 1939 года рос в Афинах и Митилини (Греция), выпускник Массачусетского технологического института, бизнес-консультант, ветеран Второй мировой войны, лауреат Почётной медали острова Эллис, а также военных наград США.
Окончил среднюю школу в Кливленде (Огайо).
В 1974 году окончил Нью-Йоркский университет со степенью магистра государственного управления (MPA).
В 1975—1994 годах работал на ABC Sports и CBS Sports в качестве главногого телепродюсера, event-продюсера и студийного продюсера.
В 1994 году основал компанию «Veras Communications, Inc.» (VCI).
Продюсер концерта «Yanni: Live at the Acropolis» (1993) греческого музыканта Янни — одного из самых успешных фандрейзинг-шоу в истории телеканала PBS. Впоследствии в 1993—2004 годах VCI продюсировала и снимала все концерты Янни, включая «Yanni: Live at the Taj Mahal», «Yanni: Live at the Forbidden City», «Yanni: Live at the Tojo Temple», «Yanni: Live at Royal Albert Hall» и «Yanni: Live in Las Vegas».
Среди работ VCI: «Doo Wop 50», «60’s Pop Rock Reunion», «Ray Charles Live», «Bach Choral Mass in B Minor», «Swing Alive», «Ballroom Fever», «Ft Lauderdale Christmas Pageant», «Black Music Vocal Extravaganza», «Pavlo Live», «Sebastian Sidi», «Marina at West Point», «Chanukah: Celebration of Lights», «12 Girls Band Live from Shanghai» и «Live Earth Shanghai».
Верасом была разработана маркетинговая программа для успешного продвижения кинокомедии «Моя большая греческая свадьба» (2002). Она была запущена в греческих общинах 50 городов США.
Компанией VCI было выпущено множество полнометражных документальных фильмов, включая: «Sports Owners», «Who’s the Boss», «Basketball’s Greatest Dynasties» и «Sportscasters Behind the Mike» для телеканала History, «Greek-Americans Coming to America’s Shores», «Greek-Americans Passing the Torch», «Ellis Island Award Show», «Greek Americans Return to Homeland», «Yanni’s Visions of Greece» и «Horatio Alger Awards Show», а также «Cyprus Still Divided: A US Foreign Policy Failure» (2010) для PBS.
Бывший член совета директоров Анатолийского колледжа (Фессалоники, Греция).
Владеет греческим языком.

## Личная жизнь
С 1988 года женат на Кимберли (Ким) Энн Верас (ур. Галлас), чьи предки также являются выходцами из Греции. Пара имеет четверых сыновей: Димитри, Грегори, Александр и Кристофер (двое общих и двое от предыдущего брака Джорджа Вераса). Проживает в Брексвилле (Огайо).
Активный прихожанин греческой православной церкви.